# Antoine Cuissard
Antoine Cuissard (Saint-Étienne, 19 luglio 1924 – Saint-Brieuc, 3 novembre 1997) è stato un allenatore di calcio e calciatore francese, di ruolo centrocampista.

## Carriera
Giocò nella massima serie francese con Saint-Étienne, Nizza e Rennes. Vinse una Coppa di Francia con il Nizza nel 1954.